# Jon Moncayola
Jon Moncayola (Garínoain, 13 de maio de 1998) é um futebolista espanhol que atua como meio-campista. Atualmente joga pelo Osasuna.

## Carreira
Moncayola nasceu em Garínoain, e formou-se no CA Osasuna. Ele fez sua estreia sênior com o CD Iruña na temporada 2017-18, na Tercera División; durante a campanha, também apareceu com os reservas na Segunda División B.

## Títulos
Espanha
- Jogos Olímpicos: 2020 (medalha de prata)